# جاكي بلو
جاكلين ديان ميلر  من مواليد 2 يونيو 1956 وهيا سياسية نيوزيلندية وعضو سابق في البرلمان .  